# Aletxa
Aletxa en basque ou Alecha en espagnol fait partie d'un regroupement de 6 hameaux dans la vallée de Laminoria, faisant partie de la municipalité d'Arraia-Maeztu dans la province d'Alava dans la Communauté autonome basque.
Le village est regroupé avec d'autres hameaux tels que Arenaza, Leorza, Ibisate, Musitu, Cicujano dans la vallée de Laminoria. Il comptait en 2007, 38 habitants.